# Eudactylina papillosa
Eudactylina papillosa is een eenoogkreeftjessoort uit de familie van de Eudactylinidae. De wetenschappelijke naam van de soort is voor het eerst geldig gepubliceerd in 1970 door Kabata.